# Василенко Артем Володимирович
Артем Василенко (нар. 8 грудня 1989, Харків) — український дзюдоїст. Він брав участь у змаганнях до 81 кг серед чоловіків на літніх Олімпійських іграх 2012 року і програв у першому колі Ісламу Бозбаєву.